# عملية الكلاب (يوغوسلافيا)

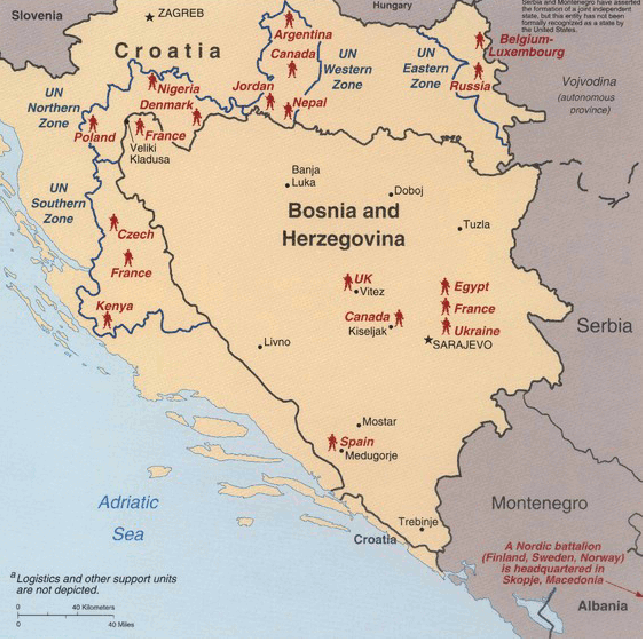
انتشار قوة الحماية التابعة للأمم المتحدة في أوائل عام 1993.

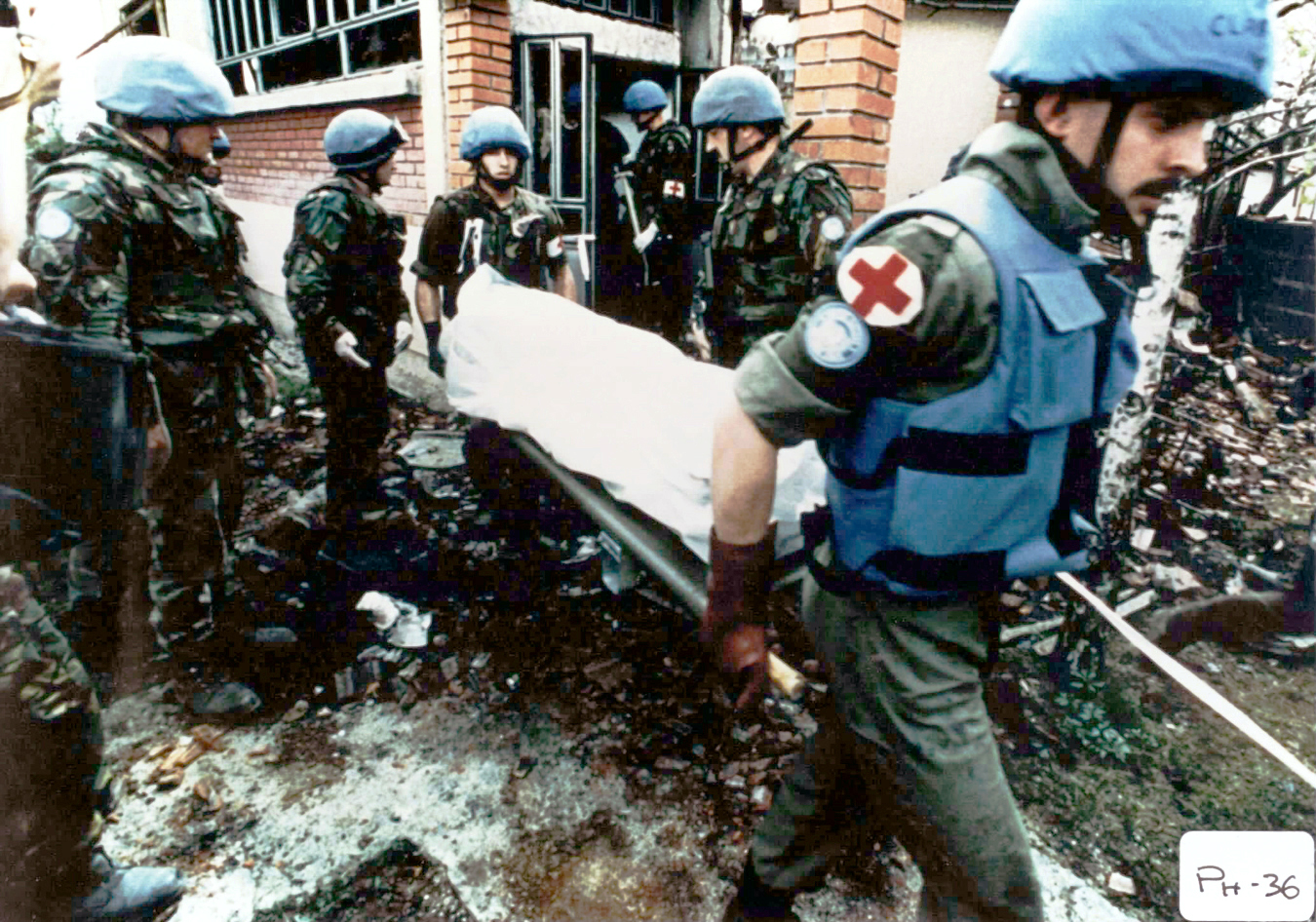
جنود فوج شيشاير ينقلون الجثث من مبنى في قرية أحميتشي في أبريل 1993.

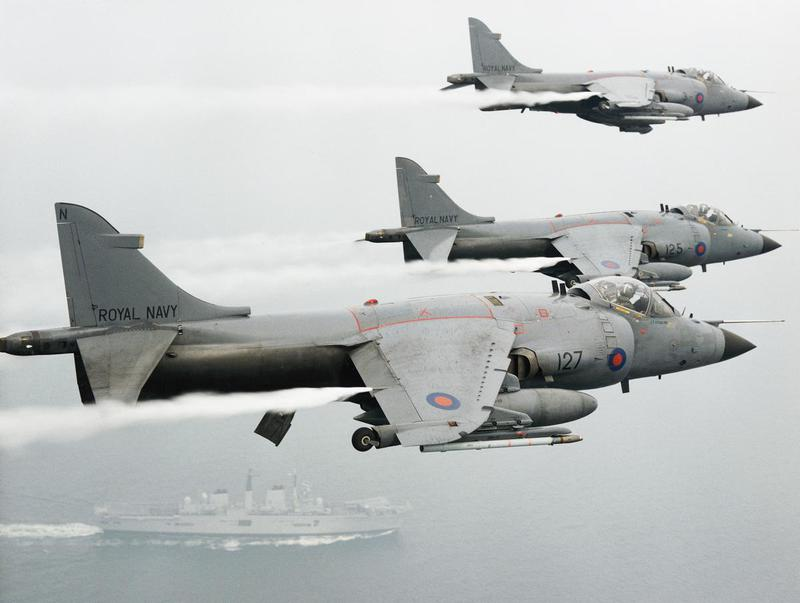
المراكب البحرية من إتش إم إس إنفسبيل المتمركزة في البحر الأدرياتيكي خلال عملية الكلاب لدعم قوة الحماية التابعة للأمم المتحدة في البوسنة والهرسك. في 20 سبتمبر 1993 استضافت إتش إم إس إنفسبيل محادثات سلام غير ناجحة للأطراف المتحاربة استضافها اللورد أوين والسيد ستولتينبورغ. في أبريل 1994 أسقطت طائرة من طراز سي هاريير في مهمة بالقرب من غورازد طرد الطيار بأمان وتم استرداده.

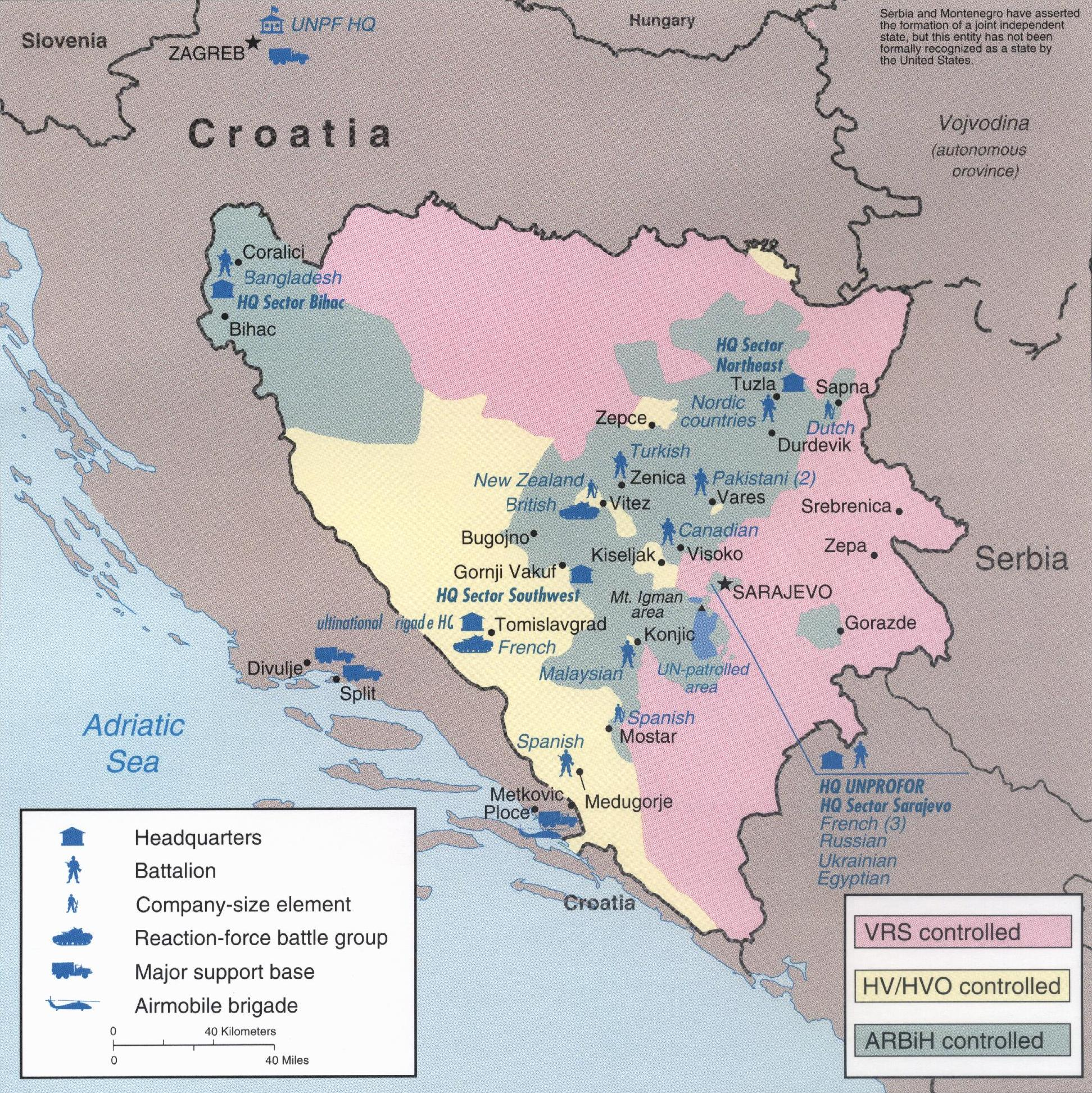
انتشار قوة الحماية التابعة للأمم المتحدة في أكتوبر 1995.

عملية الكلاب كانت هي الكلمة السرية المستخدمة لتغطية عمليات الدفاع البريطانية لدعم بعثات حفظ السلام التابعة للأمم المتحدة في يوغوسلافيا السابقة (التي أذن بها قرار مجلس الأمن رقم 776 الصادر في سبتمبر 1992) بما في ذلك نشر القوات البريطانية في البوسنة والهرسك وكرواتيا من أكتوبر 1992 حتى ديسمبر 1995 كجزء من قوة الحماية التابعة للأمم المتحدة. في نهاية المطاف سلمت قوة الحماية التابعة للأمم المتحدة مهمة حفظ السلام في البوسنة والهرسك إلى قوة التنفيذ التابعة لحلف الناتو في شتاء عام 1995. وقد أطلق على المشاركة البريطانية في قوة التنفيذ اسم عملية حازمة بينما كانت مهمة الناتو بأكملها تسمى عملية المسعى المشترك. استمرت مهمة قوة التنفيذ لمدة عام تقريبا قبل أن تنتقل إلى قوة متابعة الاستقرار في البوسنة والهرسك.
نشرت المملكة المتحدة في الأصل طاقما مدمجا لمقر الجيش (بقيادة عميد) - مقره في ثكنات جيش يوغوسلافيا الشعبي السابقة في ديفولي بالقرب من سبليت. كانت قوات المناورة الرئيسية عبارة عن مجموعة مشاة قتالية (مقرها البوسنة والهرسك) مدعومة بسرب استطلاع مدرع وسرب مهندس قتالي ووحدة دعم لوجستي. تمركزت أيضا مفرزة من أسطول سلاح الجو ويستلاند سي كينغ تحمل طائرات هليكوبتر في ثكنات ديفولي (تم العثور عليها في سرب البحرية الجوية رقم 845 و 846). كانت بعض مواقع الوحدات البريطانية معزولة للغاية مع قدر ضئيل فقط من الأمن مثل قاعدة المهندسين الملكية في معسكر ريدوب على جزء مرتفع بشكل خاص من طريق الإمداد الرئيسي لفيتيز. كما تضمنت المساهمة البريطانية لقوة الحماية نشر سفن تابعة للبحرية الملكية تبحر في البحر الأدرياتيكي وطائرات تابعة لسلاح الجو الملكي لدعم تحركات القوات في كرواتيا. تم زيادة حجم هذه القوة على مدار فترة تفويض حفظ السلام التابع للأمم المتحدة في يوغوسلافيا السابقة حتى أغسطس 1995 عندما تم سحب القوة البريطانية بشكل مطرد.
وافقت المملكة المتحدة على الانضمام إلى قوة الأمم المتحدة لحماية القوافل الإنسانية في البوسنة والهرسك كجزء من قوة الحماية الثانية. كانت الكتيبة البريطانية الأولى بريتبات هي كتيبة شيشاير التي انتشرت بمركباتها المدرعة في أكتوبر 1992 عبر ميناء سبليت الكرواتي ومقرها في النهاية نفسها في مدرسة على مشارف بلدة فيتيس في وادي لاشفا. سيكون للكتيبة قواعد عمليات في غورني فاكوف وتوزلا وكانت هناك أيضا قاعدة لوجستية بريطانية في توميسلافغراد. تم توسيع الوحدة البريطانية بإضافة مجموعة كتيبة أخرى في مارس 1994.
لم تكن فترة بريتبات الأولى في البوسنة والهرسك خالية من الجدل وفقد قائدها المقدم بوب ستيوارت رباطة جأشه وحياده علانية بعد أن اكتشفت وحدته رفات مدنيين مسلمين ذبحهم الكروات في قرية أحميتشي في أبريل 1993.
تكبدت الوحدات البريطانية خسائر في الأرواح منذ البداية وأصيب العريف واين إدواردز وهو سائق عربة مدرعة مجنزرة واريور برصاص قناص أثناء قيادته لمركبته في غورني فاكوف في 13 يناير 1993. ولسوء الحظ فقد آخرون حياتهم مثل الجندي شون تيلور الذي أصيب بجروح قاتلة في 26 يونيو 1994 بالقرب من غورازده. ستخدم القوات المسلحة البريطانية ما يقرب من 15 عاما في البوسنة والهرسك وستشهد مقتل أكثر من 50 رفيقا وإصابة عدد أكبر بكثير. والأكثر مأساوية أن حالة الطرق والطقس المروعة في البوسنة والهرسك وكرواتيا هي التي تسببت في سقوط العديد من القتلى والجرحى.
حظيت بريتبات ووحداتها الفرعية الداعمة بالثناء وأصبحت الحامي لطريق الإمداد الرئيسي الوحيد العامل في قلب البوسنة والهرسك وفي النهاية سراييفو وتوزلا وظلت صيانة روتيس تريانجل آند دايموند مهمة هندسية قتالية حاسمة.

## الضباط البريطانيون الرئيسيون المشاركون في عملية الكلاب
شغل الضباط التالية أسماؤهم أدوارا رئيسية في مهمة قوة التنفيذ التابعة للمملكة المتحدة:
- الفريق السير مايكل روز قائد قوات الأمم المتحدة في البوسنة والهرسك
- اللواء ديفيد بنفاثر قائد قوة الرد السريع التابعة للأمم المتحدة
- العميد أندرو كومينغ – قائد القوات البريطانية في الكلاب 1
- العميد روبن سيربي - قائد القوات البريطانية في الكلاب 2
- العميد جون ريث - قائد القوات البريطانية في الكلاب 3
- العميد أندرو برينغل - قائد القوات البريطانية في الكلاب 6
- المقدم بوب ستيوارت - قائد فيلق شيشاير
- المقدم أليستر دنكان - قائد فيلق يوركشاير أمير ويلز الخاص
- المقدم بيتر ويليامز[17] – قائد حرس كولدستريم
- المقدم ديفيد سانتا أولالا[18] - قائد فيلق دوق ويلينجتون
- المقدم جيف كوك[19][20] – قائد فيلق ديفونشاير ودورست
- المقدم جوناثان رايلي – قائد رويال ويلش فيوزيليرس
- المقدم ديك آبلغيت – قائد كتيبة بريتارتيبات الفوج التاسع عشر للمدفعية الملكية والبطارية الأولى[21]